# Popote
Cet article concerne la lutherie. Pour les autres significations, voir Popote (homonymie).
La popote est un produit d'entretien utilisé par les luthiers pour nettoyer les instruments à cordes.
Lorsqu'il est régulièrement joué, un instrument se salit : traces grasses, couches de  colophane solidifiée...
Un chiffon sec permet de nettoyer la poussière qui se dépose sur un instrument, mais pas de réellement l'entretenir. Pour ce faire, le luthier emploie la popote, qui lui permet de nettoyer l'instrument tout en lui assurant un aspect fini et vivant.

## Composition
- Eau déminéralisée
- Alcool camphré
- Térébenthine pure gemme
- Acide chlorhydrique
- Blanc de Meudon tamisé